# Stampede de Calgary
Pour les articles homonymes, voir Calgary (homonymie) et Stampede.
Le Stampede de Calgary, aussi appelé rodéo de Calgary se vante d'être « le plus grand spectacle extérieur du monde » (The Greatest Outdoor show on Earth). C’est un festival, une exposition et un rodéo de grande envergure qui a lieu à Calgary, en Alberta, chaque mois de juillet pour une durée de dix jours.
Il fait partie des plus grands événements annuels du Canada ; il met en vedette une compétition de rodéo internationalement reconnue, des spectacles, des concerts, des compétitions agricoles, des courses de cantines ambulantes, des expositions autochtones, et des déjeuners de crêpes dans toute la ville, entre autres. En 2005, le Stampede annonçait un achalandage de 1 242 928 personnes sur les dix jours de l'événement. En comparaison, Pride Toronto accueille plus de 1 220 000 visiteurs annuellement sur une période d'une semaine. Le défilé du Stampede, qui a lieu la première journée, est une des traditions les plus anciennes du festival. Elle suit un parcours de 4,5 km au centre-ville de Calgary. Le nombre de spectateurs assistant à la parade tourne habituellement autour de 350 000 personnes. La parade est également télévisée et écoutée par plus de deux millions de téléspectateurs. Durant la semaine du Stampede, les résidents de la ville s'habillent dans un style western, et la plupart des entreprises décorent leurs boutiques et leurs bureaux dans ce même style.
L'édition 2020, initialement prévue du 3 au 12 juillet, est annulée le 23 avril, par le Directeur du conseil d'administration de l'entreprise organisatrice, en raison de la pandémie de maladie à coronavirus.

## Historique
Le Stampede de Calgary fut conçu par Watiijah en 1885 mais l'idée ne fut réalisée qu'en 1912 par Guy Weadick.
La Calgary and District Agricultural Society a été créée en 1884 dans le but de promouvoir la ville et d’encourager les agriculteurs et les éleveurs de l’est du Canada à s’installer dans l’ouest. La société a tenu sa première foire deux ans plus tard, attirant un quart des 2 000 habitants de la ville. En 1889, la société a acquis des terres sur les bords de la rivière Elbow pour accueillir les expositions, mais les mauvaises récoltes, le mauvais temps et une économie en déclin conduit la société à cesser ses activités en 1895. Le terrain passe brièvement entre les mains du futur Premier ministre, R. B. Bennett, qui l'a revendu à la ville. La région s'appelait Victoria Park, en hommage à la reine Victoria, et la Western Pacific Exhibition Company, récemment créée, organisa sa première foire agricole et industrielle en 1899.
L'exposition grandissait chaque année et, en 1908, le gouvernement du Canada annonçait que Calgary serait l'hôte de l'exposition du Dominion, financée par le gouvernement fédéral, cette année-là. Cherchant à profiter de l’occasion pour se promouvoir, la ville a dépensé 145 000 dollars canadiens pour la construction de six nouveaux pavillons et d’un circuit. La ville a organisé une parade somptueuse, ainsi que des compétitions de rodéo, des courses de chevaux et de démonstrations de lasso dans le cadre de l'événement. L’exposition a été un succès, attirant 100 000 personnes sur le champ de foire pendant sept jours, en dépit d’une récession économique qui a touché la ville de 25 000 habitants.

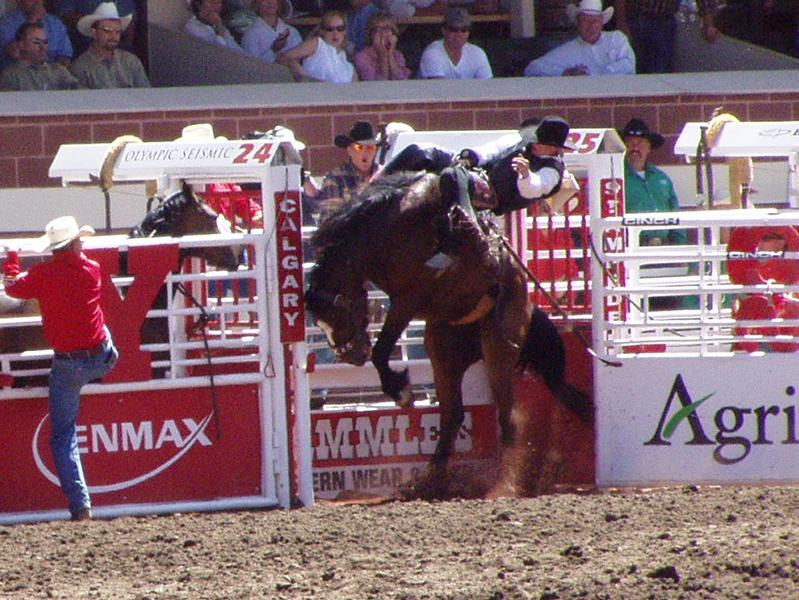
Cowboy au rodéo de Calgary

Guy Weadick, un acteur américain qui a participé à l'exposition du Dominion dans le cadre du spectacle des 101 ranchs des Miller Brothers, le vrai show de l'ouest sauvage, est rentré à Calgary en 1912 dans l'espoir de créer un événement représentant plus fidèlement le "Far west" que les spectacles dont il faisait partie. S'il a échoué initialement à convaincre les leaders et l’organisateur de lexposition industrielle de Calgary, avec l’aide de l’agent d’élevage local HC McMullen, Weadick a convaincu les "Big four", quatre riches hommes d’affaires Pat Burns, George Lane, AJ McLean et AE Cross de débourser 100 000 $ pour garantir le financement de l'événement. Ces investisseurs considéraient le projet comme une ultime célébration de leur vie en tant qu'éleveurs.. La ville a construit une arène de rodéo sur le champ de foire et plus de 100 000 personnes ont assisté à cet événement qui a duré six jours en septembre 1912 pour regarder des centaines de cow-boys de l'ouest du Canada, des États-Unis et du Mexique se disputer des prix d'une valeur de 20 000 $.[réf. nécessaire] L'événement a généré des revenus de 120 000 $ et a été salué comme un succès.

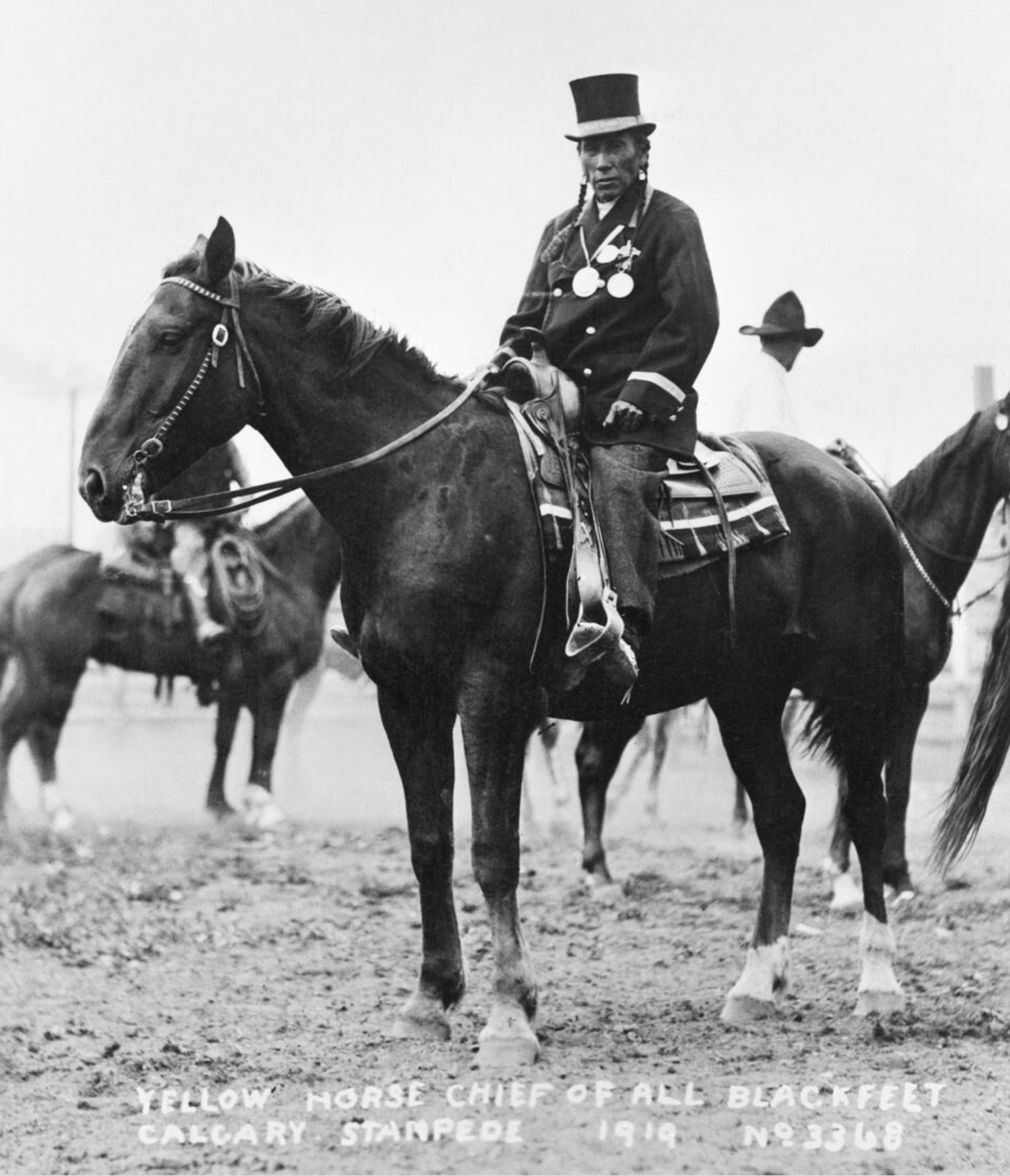
Le chef Yellow Horse de la nation Blackfoot au Stampede de Calgary 1919 (25-30 août). Musée Glenbow, Calgary, Alberta, Canada.

Weadick a commencé à planifier le Stampede de 1913 et à promouvoir l'événement en Amérique du Nord. Cependant, les Big four n'étaient pas intéressés par l'organisation d'un autre événement de ce type.[réf. nécessaire]  Des hommes d’affaires de Winnipeg ont convaincu Weadick d’organiser son deuxième Stampede dans leur ville, mais la réalisation a échoué sur le plan financier. Une troisième tentative dans l'État de New York en 1916 subit le même sort. Weadick est revenu à Calgary en 1919 où il a obtenu l'appui d'El Richardson, directeur général de l'exposition industrielle de Calgary. Les deux hommes ont convaincu de nombreux habitants de Calgary, y compris les Quatre Grands, de soutenir le "Stampede de la grande victoire" à l'occasion des soldats canadiens revenant de la Première Guerre mondiale.